# Amélie Kuhrt
Amélie Thekla Luise Kuhrt (* 23. September 1944 in Deutschland; † 2. Januar 2023) war eine deutsch-britische Historikerin mit dem Schwerpunkt Geschichte des Nahen Ostens.
Amélie Kuhrt verbrachte ihre ersten zehn Lebensjahre im niedersächsischen Bückeburg, zog dann nach England, als ihre Mutter einen Angehörigen der britischen Armee heiratete. Ihr Studium und ihre akademische Ausbildung absolvierte sie am King’s College London, am University College London und an der School of Oriental and African Studies. Amélie Kuhrt lehrte am University College London als Professorin für Ancient Near Eastern History und befasste sich mit der Sozial- und Wirtschaftsgeschichte sowie der politischen Geschichte des Nahen Ostens in der Zeit zwischen 3000 und 100 v. Chr. Dabei legte sie Arbeiten über die Assyrer und Babylonier, das Reich der Perser und das der Seleukiden vor. Sie war zwischen 1983 und 1990 Mitorganisatorin mehrerer Workshops zum Achämenidenreich.
Ihr Werk The Ancient Near East c.3000–330 BC erhielt 1997 den von der American Historical Association ausgelobten James Henry Breasted Prize für das beste historische Buch für die Zeit vor 1000, das in englischer Sprache verfasst wurde. Kuhrt war seit 2001 Fellow der British Academy.
Amélie Kuhrt starb 2023 nach kurzer Krankheit.
Kuhrts Bruder war der deutsche Historiker Martin Vogt.

## Schriften (Auswahl)
- Babylonia from Cyrus to Xerxes. In: John Boardman (Hrsg.): The Cambridge Ancient History. Band IV: Persia, Greece and the Western Mediterranean. Cambridge University Press, Cambridge 1982, S. 112–138; 2. Auflage, ebenda 1988.
- als Hrsg. mit Susan M. Sherwin-White: Hellenism in the East. The Interaction of Greek and Non-Greek Civilizations from Syria to Central Asia after Alexander. University of California Press, Berkeley 1987, ISBN 0-520-06054-7.
- als Hrsg. mit Jan Willem Drijvers und Heleen Sancisi-Weerdenburg (Hrsg.): Achaemenid History I–VIII. Leiden 1987–1994.
- mit Susan Sherwin-White: From Samarkhand to Sardis. A New Approach to the Seleucid Empire. Duckworth, London 1993, ISBN 0-7156-2413-X.
- als Hrsg. mit Averil Cameron: Images of Women in Antiquity. Routledge, London 1993.
- The Ancient Near East c. 3000–330 BC.  Routledge, London 1995.
- The Persian Empire. A Corpus of Sources of the Achaemenid Period. 2 Bände. Routledge, London / New York 2007 (Paperback 2010).